# Luis Ortiz (Boxer, 1965)
Luis Ortiz Flores (* 5. November 1965 in Humacao) ist ein ehemaliger puerto-ricanischer Boxer.

## Biografie
Luis Ortiz trat bei den Olympischen Sommerspielen 1984 in Los Angeles im Leichtgewicht an. Er konnte seine Kämpfe gewinnen und schaffte es bis ins Finale. Am Vortag des Kampfes um den Olympiasieg gegen den zukünftigen mehrfachen Weltmeister Pernell Whitaker wog er eineinhalb Pfund zu viel. Aus diesem Grund setzte er auf eine strenge Diät, die lediglich aus Flüssigkeiten bestand. Ortiz konnte den Kampf antreten, ging allerdings in der zweiten Runde K.O. und gewann somit die Silbermedaille. Bei seiner Rückkehr in sein Heimatland wurde er am Flughafen San Juan von 300 Leuten empfangen.
Ein Jahr später begann Ortiz eine Karriere als Profiboxer, die er jedoch bereits nach drei Kämpfen im Folgejahr wieder beendete.